# Dikraneura robusta
Dikraneura robusta är en insektsart som beskrevs av Lawson 1930. Dikraneura robusta ingår i släktet Dikraneura och familjen dvärgstritar. Inga underarter finns listade i Catalogue of Life.